# カイアック島 (ハドソン湾)
カイアック島（Kayak Island）とは、北極海のハドソン湾西部に存在する島の1つである。

## 概要
カイアック島は、おおよそ北緯62度22分、西経92度47分付近に位置している。カナダの北極海方面には多数の島々が存在しているが、このカイアック島もそんな島々のうちの1つである。カイアック島は無人島だが、この島の南西約8kmの場所には、ホエールコーブ（Whale Cove、クジラの小さな入り江）と言う小さな集落が存在している

。
なお、2012年現在はカナダのヌナブト準州に属しているものの、1999年まではカナダの北西準州に属していた。